# Ботуня
Ботуня (болг. Ботуня) — село в Болгарии. Находится в Врачанской области, входит в общину Криводол. Население составляет 198 человек.

## Политическая ситуация
Ботуня подчиняется непосредственно общине и не имеет своего кмета.
Кмет (мэр) общины Криводол — Николай Георгиев Иванов (Болгарская социалистическая партия (БСП)) по результатам выборов.